# たぬき本舗
たぬき本舗株式会社（たぬきほんぽ）は、愛媛県西条市氷見に本社を置く製菓メーカー。

## 概要
2018年10月1日に元西条市議会議員でスポーツ店経営を行っていた森達正らが設立。有限会社たぬきこーぽれーしょんから営業権・機械等の譲渡を受け、同社が手掛けていた「たぬきまんじゅう」の製造・販売を継承した。

## 事業所
- 本社 - 愛媛県西条市氷見乙762-4
- 石鎚本店 - 愛媛県西条市西田甲450-1
- 丹原店 - 愛媛県西条市丹原町志川甲289-1

## 沿革
- 2018年
  - 10月 - 「たぬき本舗株式会社」設立。
  - 12月 - たぬきまんじゅう復活、販売開始[1]。

## たぬきまんじゅう
1932年（昭和7年）に西条・壬生川の名物として、町おこしも兼ねて発案された。四国三大狸といわれている喜左衛門狸にちなんだ商品は、瞬く間にヒット商品となり、西条市になくてはならない「故郷の味」として地域の人々に長く愛されてきた。しかし、経営者が高齢で後継者不在のため廃業を決意し、製造する有限会社たぬきこーぽれーしょんは2018年7月末で製造を終了した。
同年12月より事業を継承したたぬき本舗株式会社によって「たぬきまんじゅう」製造販売が再開された。